# Nathaniel Niles
Nathaniel William Niles (ur. 5 lipca 1886 w Bostonie, zm. 11 lipca 1932 w Brookline) – amerykański tenisista i łyżwiarz figurowy.

## Kariera
Zdobywał tytuły mistrza USA w tenisowych rozgrywkach międzyuczelnianych (ukończył studia na Uniwersytecie Harvarda) – w 1907 roku w deblu (z Alfredem S. Dabneyem) i w 1908 roku w singlu (w 1907 był w singlu wicemistrzem).
Występował nieprzerwanie przez 23 lata w mistrzostwach USA (obecnie US Open) (1904–1926). W 1917 roku awansował do finału w grze pojedynczej, ponosząc porażkę z Robertem Lindleyem Murrayem. Wraz z Edith Rotch wygrał mistrzostwa USA w grze mieszanej w 1908 roku. W latach 1908–1921 (z przerwami) znajdował się w czołowej dziesiątce rankingu amerykańskiego (łącznie jedenaście razy, najwyżej w 1909 roku jako 4. tenisista).
Odnosił także sukcesy jako łyżwiarz figurowy. Był wielokrotnym mistrzem USA w konkurencji solistów oraz w parach (z Theresą Weld). Reprezentował USA na trzech igrzyskach olimpijskich – w 1920 roku w Antwerpii (łyżwiarstwo rozgrywano na igrzyskach letnich) był 6. wśród solistów i 4. w parach (z Weld), w Chamonix 1924 roku w obu konkurencjach zakończył rywalizację na 6. miejscu, a w St. Moritz w 1928 roku był 15. solistą i zajął 9. miejsce w parze z Weld. W 1978 roku został wpisany do Hall of Fame amerykańskiego łyżwiarstwa figurowego.

### Finały w turniejach wielkoszlemowych

#### Gra pojedyncza (0–1)
| Końcowy wynik | Nr | Data | Turniej                              | Nawierzchnia | Przeciwnik            | Wynik finału       |
| ------------- | -- | ---- | ------------------------------------ | ------------ | --------------------- | ------------------ |
| Finalista     | 1. | 1917 | U.S. National Championships, Newport | Trawiasta    | Robert Lindley Murray | 7:5, 6:8, 3:6, 3:6 |

#### Gra mieszana (1–0)
| Końcowy wynik | Nr | Data | Turniej                                 | Nawierzchnia | Partnerka   | Przeciwnicy                   | Wynik finału  |
| ------------- | -- | ---- | --------------------------------------- | ------------ | ----------- | ----------------------------- | ------------- |
| Zwycięzca     | 1. | 1908 | U.S. National Championships, Filadelfia | Trawiasta    | Edith Rotch | Louise Hammond Raymond Little | 6:4, 4:6, 6:4 |

## Nagrody i odznaczenia
- Amerykańska Galeria Sławy Łyżwiarstwa Figurowego – 1978[1]